# 列別姜
53°01′N 39°09′E / 53.017°N 39.150°E

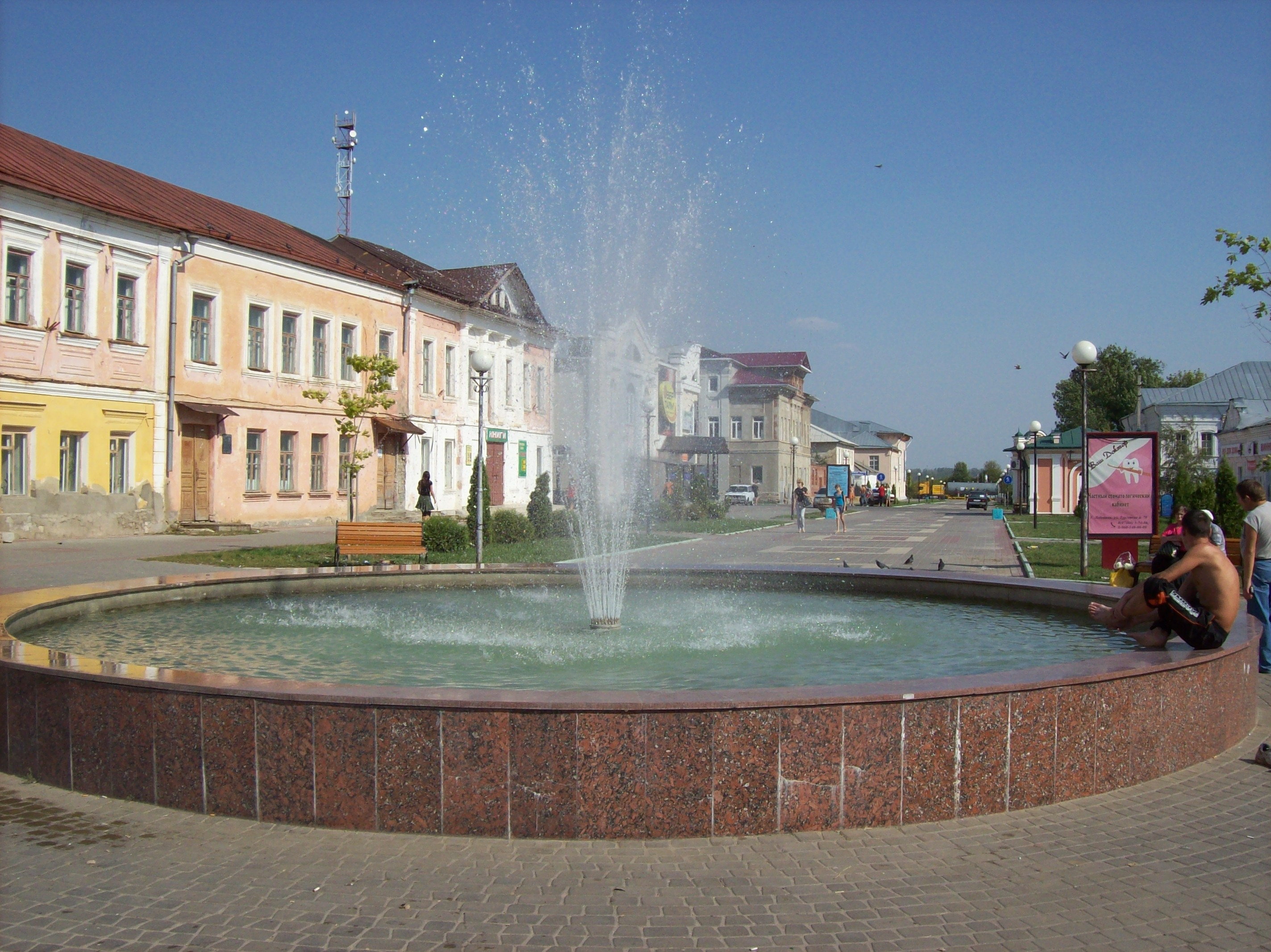

列別姜（俄语：Лебедя́нь）是俄羅斯利佩茨克州的一個城市，位於利佩茨克西北62公里的頓河畔。2002年人口22,966人。
列別姜於17世紀建立，1779年正式設市。

## 著名人物
- 葉夫根尼·扎米亞京，作家
- 叶夫根尼·米克林，苏联、俄罗斯航天设计师